# Pedro IV del Congo
Pedro IV Afonso del Congo o Nusamu a Mvemba (nacido hacia 1672 -  São Salvador, 21 de febrero de 1718)  fue el manicongo (rey) de Kibangu entre 1695 y 1709 y unificador del Reino do Congo en 1709. Fue el primero en gobernar el Congo por completo tras 34 años de guerra civil. Con su reinado se instauró un régimen de monarquía electiva, conocido como la época de los "linajes rotativos" en el cual un consejo de nobles elegía un rey tras la muerte del anterior, evitando así las guerras entre las casas (kandas) de Água Rosada, Kimpazo y Kinzala, todas descendentes de Afonso I.  

## Origen
Pedro Afonso nació en Kibangu, hacia 1670. Era el tercer hijo de Sebastião I del Congo (muerto en 1670) rey de Kibangu y en diciembre de 1695 sucedió a su hermano Álvaro X del Congo en Kibangu. Su padre era miembro del clan Kinlaza (Nlaza Kanda) y su madre del clan Kimpanzu (Mpanzu), siendo el origen de una nueva kanda o linaje, de la casa «Água Rosada».
La estrecha relación entre el rey Pedro IV y el capuchino italiano Bernardo da Galo quien ha permitido tener información más amplia de este reinado durante el cual, por otro lado se ejecutó en la hoguera condenada por hereje a Beatriz "Kimpa Vita"
Pedro Afonso compitió por ser reconocido como monarca único del Reino del Congo contra João II del Congo, que reinaba en Lemba-Bula. Impulsó la recolonización de la antigua capital M'Banza Kongo. El 2 de agosto de 1696 se hizo coronar bajo el nombre Pedro IV. En 1699 Pedro IV se casó con Hipolita-Maria Mpanzu, de 20 años de edad, seguidora de Kimpa Vita, Pedro Constantino da Silva y el antonianismo. Hacia el 1700, Pedro inició la reocupación de la antigua capital, enviando a dos grupos a establecerse allí, uno liderado por Manuel Cruz Barbosa, su mayordomo, y el otro por Pedro Constaninho da Silva (conocido como Kibenga).

## Inicio de la reunificación

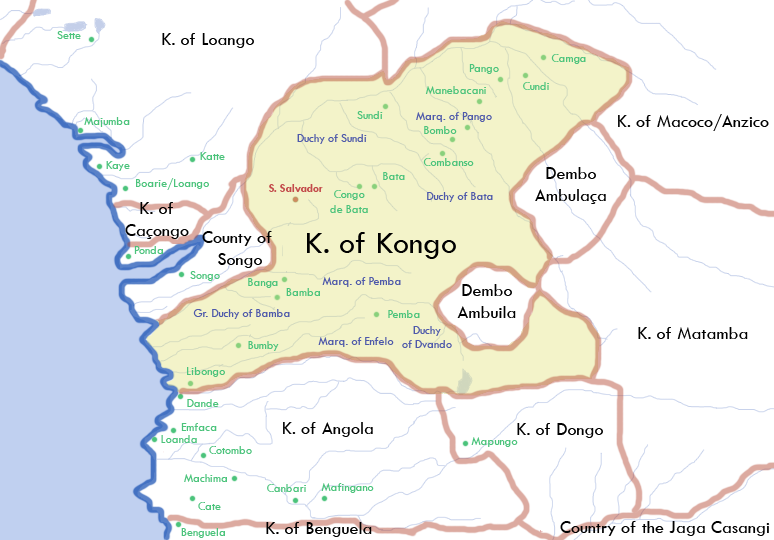
Reino del Congo en 1711

En 1700, el religioso capuchino Francesco da Pavia, con el acuerdo de las autoridades portuguesas por entonces bajo el reinado de Pedro II de Portugal, apoyó la restauración de la unidad del reino, dando su apoyo a Pedro IV, siendo esto escenificado en una gran reunión a la que asistieron la reina Dona Ana Afonso de Leão de Nkondo, el duque de Mbamba Pedro Valle de Lágrimas, el marqués Daniel de Mpemba y otro miembros de la nobleza, jurando todos ellos obediencia a Pedro IV. 
El descontento popular por la situación de guerra civil iba en aumento a principios del siglo XVIII, Pedro dirigió una columna armada desde Kibangu a São Salvador en 1694 y fue coronado allí por un sacerdote. Inmediatamente fue amenazado por su principal rival  
En 1701 para reafirmar su reivindicación de ser merecedor del trono de todo el Congo, Pedro IV celebró una coronación para sí mismo en las ruinas de Mbanza Kongo (Sao Salvador), la antigua capital de la monarquía que había sido destruida en gran parte en las guerras civiles de finales del siglo XVII.
La coronación oficial se llevó a cabo el sábado Santo de 1702. El 8 de abril de 1702, Dom Manuel de Nóbrega,  marqués de Mbamba Lovota, atacó al duque de Mbamba, lo que supuso un obstáculo para la coronación de Pedro IV, pero sin impedir el progresivo establecimiento de la nueva monarquía. En Portugal, mientras tanto, Pedro II fue sucedido por Juan V de Portugal en 1706. Pedro IV conseguiría finalmente el establecimiento de la nueva monarquía unificada en el reino del Congo hacia 1709, cuando consiguió reocupar São Salvador, derrotando a Pedro Constantinho da Silva y la herejía antonianista iniciada por Beatriz "Kimpa Vita". El mismo año, cuando consiguió una victoria decisiva sobre João II, Pedro IV pone fin a la guerra civil que se azotaba el país desde la batalla de Ambuíla en 1665. 
Pedro IV nunca fue coronado formalmente como rey porque rechazaba ser coronado por un simple sacerdote. Murió inesperadamente el 21 de febrero de 1718, siendo sucedido en el trono por su yerno Manuel II del Congo casado con Maria de Água Rosada, hija única de Pedro IV.